# Daisetsu Teitarō Suzuki
Daisetsu Teitarō Suzuki (鈴木大拙貞太郎 Suzuki Daisetsu Teitarō; Kanazawa, 18 ottobre 1870 – Tokyo, 12 luglio 1966) è stato uno storico delle religioni e filosofo giapponese.
Divulgatore del Buddismo Mahāyāna, e in particolare del Buddismo Zen (specialmente la scuola Rinzai-shū dove aveva studiato), attraverso i numerosi suoi scritti, sia in giapponese che in inglese (lingua nella quale scriveva con grande facilità), si dedicò a coltivare lo spirito del popolo giapponese e facilitare l'Occidente nell'approfondire la filosofia e le pratiche spirituali dello Zen.
Esiste un museo dedicato a D.T. Suzuki, situato vicino alla zona culturale Kenrokuen di Kanazawa. Completato nel 2011, il D.T. Suzuki Museum è pensato per essere un'oasi di tranquillità. Il design minimalista del museo, ideato dall'architetto modernista Yoshio Taniguchi, presenta una semplice struttura in cemento e discrete linee rette. Il museo è composto da tre sezioni collegate da corridoi, ovvero l'ala d'ingresso, l'ala espositiva e l'ala contemplativa, oltre che da tre giardini: il Giardino del vestibolo, il Giardino dello specchio d'acqua e il Giardino Roji.

## Biografia

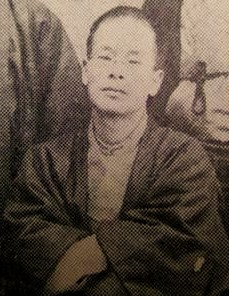
Daisetsu Teitarō Suzuki da giovane

Originario di Kanazawa, ultimo di cinque figli di una famiglia di rango samurai registrata presso un tempio della setta Zen Rinzai, il padre, medico, morì quando Teitarō Suzuki aveva cinque anni. Interruppe gli studi all'età di diciassette anni per le difficoltà economiche familiari ma, grazie al professore di matematica del liceo, Hōjō Tokiyori (1858-1929), allievo del maestro Zen Imakita Kōsen (今北洪川, 1816-1892) di Kamakura, continuò ad approfondire il Buddismo Zen. Particolarmente incline verso la lingua inglese, la insegnò nelle locali scuole elementari. Nel 1891 si trasferì a Tokyo ed entrò all'Università Waseda; successivamente, entrò all'Università imperiale di Tokyo.
Durante il periodo universitario, Suzuki frequentò assiduamente il monastero zen Engaku-ji (円覚寺) di Kamakura, dapprima studiando con l'abate Imakita Kōsen e, dopo la morte di questi, con Shaku Sōyen (釈宗演, 1860-1919), sotto la cui guida raggiunse in pochi anni l'esperienza del satori.
Sia Kōsen che Sōyen furono importanti rappresentanti del Buddismo Zen e cercarono di rilanciare il Buddismo giapponese dopo le persecuzioni che si verificarono intorno al 1870 aprendo i monasteri a discepoli laici e cercando di avvicinare la cultura laica alle dottrine buddhiste
.

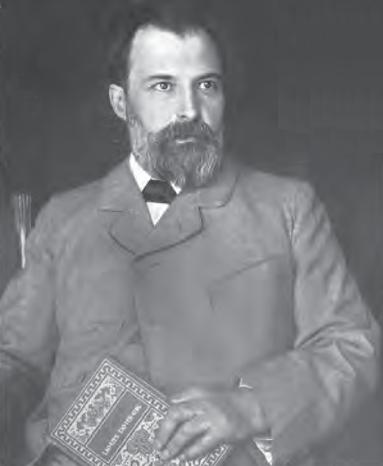
L'editore Paul Carus (1852‑1919).

Nel 1893 Suzuki raggiunse Shaku Sōyen a Chicago dove si tenne la prima riunione del World's Parliament of Religion e dove l'abate dell'Engaku-ji fu scelto per rappresentare il Buddismo Zen. In quella occasione Suzuki fu introdotto da Shaku Sōyen  presso  il cittadino americano di origini tedesche Paul Carus (1852‑1919) imprenditore e curatore della casa editrice Court Publishing Company. Carus, orientalista dilettante, invitò Suzuki a recarsi negli Usa cosa che avvenne nel 1897 quando Suzuki si trasferì a LaSalle nell'Illinois collaborando fino al 1908 con la casa editrice di Carus nelle traduzioni di testi buddisti in inglese e pubblicando la sua prima opera Outlines of Mahayana Buddhism (1908). Da considerare tuttavia che il rapporto tra Suzuki e Carus non fu idilliaco e se indubbiamente Carus influenzò Suzuki per via della sua ricerca di una via scientifica ai bisogni religiosi, dall'altra il giovane Suzuki fu mal pagato dall'editore nonostante le lunghe ore di lavoro e fu persino utilizzato da Carus come domestico. Nelle sue opere successive Suzuki menzionerà molto poco la figura di Carus.
Nel 1908 intraprese un viaggio in Europa soggiornando a Parigi dove entrò per la prima volta in contatto con i manoscritti buddisti scoperti nelle Grotte di Mogao. Rientrò quindi a Tokyo dove iniziò ad insegnare all'Università Gakushūin, insegnamento mantenuto fino al 1921 quando si trasferì all'Università Ōtani dove mantenne la cattedra fino alla pensione. Risiedette infatti in Giappone fino al 1950, sposando nel 1911 la statunitense Beatrice Erskine Lane (1878-1939) che collaborò alle opere del marito fino al 1939 anno della sua morte.
Nel 1950 Suzuki tenne un lungo ciclo di conferenze in diverse università americane sponsorizzato dalla Rockfeller Foundation e con l'incarico di "visiting professor" da parte della Columbia University. Da quell'anno in poi, e fino alla sua morte,  vennero in contatto con lui diversi pensatori, fra i quali Martin Heidegger, Erich Fromm, Thomas Merton e Carl Gustav Jung.
Nel 2011 gli è stato dedicato un museo, il D.T. Suzuki Museum, a Kanazawa.

## Il pensiero
L'opera di Suzuki spazia dalla traduzione e commento ai classici del Buddismo Mahāyāna e del Buddismo Zen, alla produzione di originali contributi alla comprensione della cultura dell'Estremo Oriente da parte dell'Occidente.
Così Ryōmin Akizuki (秋月龍珉, 1921-1999) nello Suzuki Zengaku to Nishida Tetsugaku (鈴木禅学と西田哲学, Gli studi Zen di Suzuki e la filosofia di Nishida) confrontò l'opera di Suzuki con la filosofia di Nishida Kitarō (西田幾多郎, 1870-1945), l'esponente principale della Scuola di Kyōto. L'opera, imponente, di Akizuki dimostrò come i testi di Suzuki contenessero delle importanti implicazioni filosofiche e come il Buddismo Zen abbia influenzato l'opera filosofica di Nishida che fu, peraltro, compagno di studi liceali dello stesso Suzuki e con cui intrattenne una fitta corrispondenza per tutta la vita.

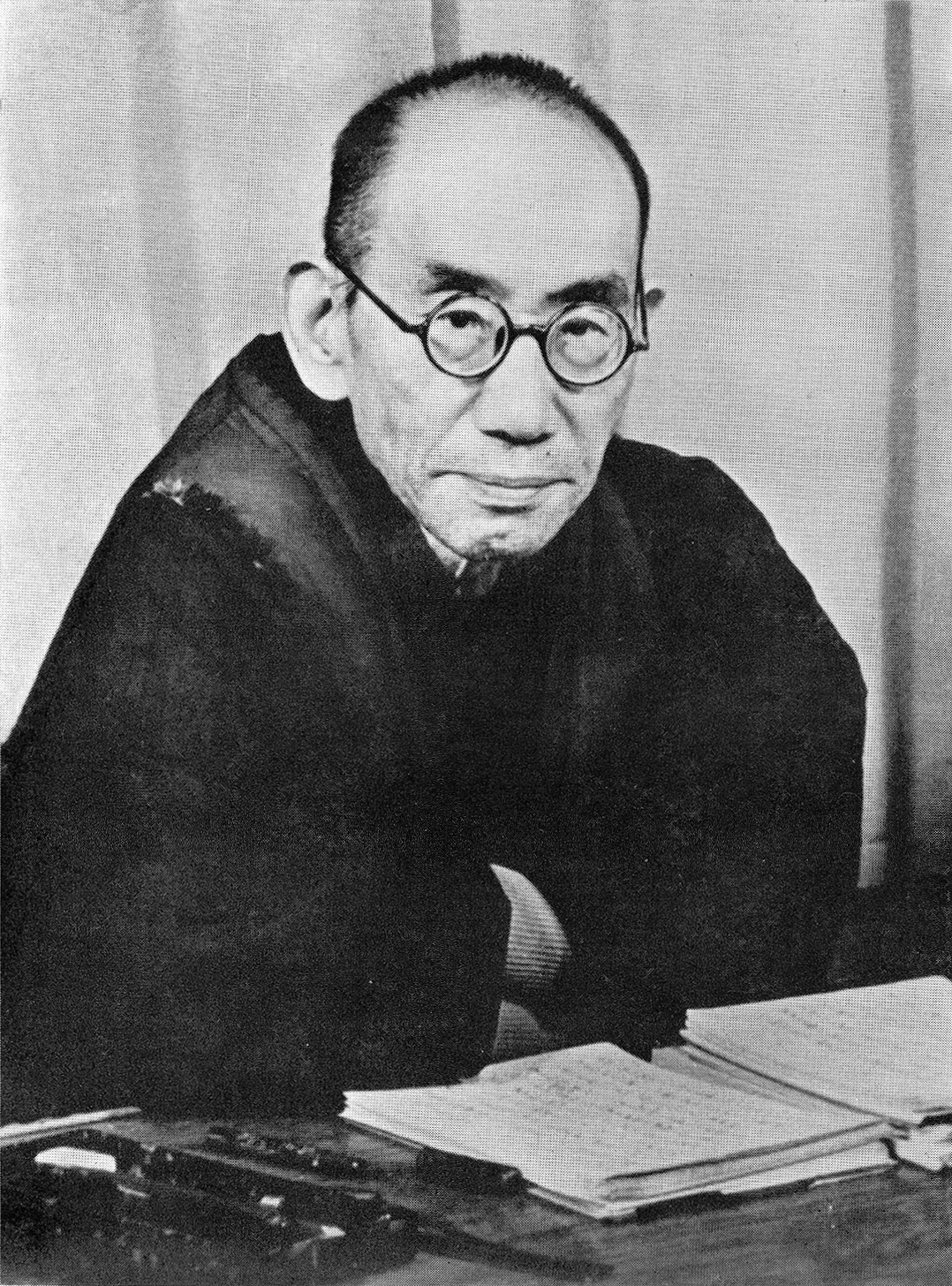
Il filosofo giapponese Nishida Kitarō (西田幾多郎, 1870-1945), compagno di studi e di corrispondenza di D.T. Suzuki.

Detto ciò occorre ricordare che più volte Suzuki ha ritenuto di dover sottolineare quanto l'esperienza centrale del Buddismo Zen, ovvero il satori (悟), sfugga ad una interpretazione intellettuale collocandosi all'interno di una viva esperienza che deve essere necessariamente vissuta per essere compresa in modo corretto. Ciononostante Suzuki si interessò in modo particolare al misticismo e all'esperienza religiosa occidentale , avvicinato ad esso dall'opera The Varieties of Religious Experience: A Study in Human Nature (1902) dello psicologo statunitense William James (1842-1910). Particolare interesse ebbe per Suzuki la figura del mistico e teologo renano del XIV secolo Meister Eckhart la cui esperienza considerò analoga quella dei mistici buddisti.
Operò un serrato confronto con la scienza di matrice occidentale e se all'inizio della sua opera ritenne di poter considerare lo stesso Buddismo Zen come una scienza che trascende la religione piuttosto che una religione, finì per riconsiderare tali conclusioni e anzi ritenne di valorizzare lo stesso ambito della religione il quale avrebbe dovuto operare una critica della  stessa scienza:
(William R. LaFleur. D.T. Suzuki. In Encyclopedia of religion. NY, Macmillan, 1987)
Pur non essendo un monaco buddista ordinato, né un maestro zen con trasmissione del dharma, o un accademico, l'opera di Suzuki è risultata certamente significativa lungo la prima metà del XX secolo al fine di diffondere i principi del Buddismo con particolare riguardo al Buddismo Zen. Al riguardo così si è espresso Carl Gustav Jung:
(Carl Gustav Jung Introduzione in D.T. Suzuki. An Introduction to Zen Buddhism, Kyoto: Eastern Buddhist Soc. 1934. In italiano: Introduzione al buddismo zen. Roma, Ubaldini, 1970,pag. 15)
Negli ultimi anni Suzuki si avvicinò anche al buddismo della Terra Pura, adottando la recitazione del mantra nembutsu come pratica complementare alle pratiche di meditazione zen, sul modello di quello che avviene nella Ōbaku-shū e nelle scuole Chán.

## Critiche
Suzuki fu criticato per una presunta simpatia per il nazismo (come avvenuto ad altri praticanti e maestri zen giapponesi nei confronti del militarismo e del fascismo) e accusato di antisemitismo.
Brian Victoria, ex monaco zen americano e studioso dei rapporti tra buddismo giapponese e fascismi, tenne alcune conferenze in Germania nel 2012, in cui rivelò prove della simpatia di Suzuki per il regime nazista. Victoria scrive che «D.T. Suzuki scrisse un resoconto della sua prima visione verso il movimento nazista, che fu incluso in una serie di articoli pubblicati in un giornale buddista giapponese, il Chugai Nippo, il 3, 4, 6, 11 e 13 ottobre 1936. In questo articolo Suzuki esprime il suo accordo con le politiche di Hitler, come spiegategli da un parente residente in Germania» durante una visita che Suzuki fece in quell'anno nel Terzo Reich.
Secondo quanto riportato da Victoria, Suzuki affermò che i tedeschi
Egli si esprime anche in accordo con l'espulsione degli ebrei dalla Germania, considerata una politica meramente nazionalista più che razzista in senso proprio, in quanto gli ebrei sarebbero stati "stranieri":
  Riteneva sensate le misure anti-ebraiche, motivandole anche da un punto di vista anticomunista e religioso, poiché secondo lui 
 Nonostante questi pregiudizi verso il popolo ebraico nel suo insieme, Suzuki espresse simpatia per i singoli ebrei perseguitati:
Inoltre occorre ricordare che le affermazioni risalivano al 1936 e riguardano solo la possibile espulsione, mentre Suzuki non poteva sapere delle atrocità che i nazisti avrebbero commesso nei confronti degli ebrei pochi anni dopo.

## Opere in inglese
- Essays in Zen Buddhism: First Series (1927), New York: Grove Press. In italiano:Saggi sul Buddhismo Zen  vol.1. Roma, Mediterranee, 1992.
- Essays in Zen Buddhism: Second Series (1933), New York: Samuel Weiser, Inc. 1953-1971. In italiano:Saggi sul Buddhismo Zen  vol.2. Roma, Mediterranee, 1977.
- Essays in Zen Buddhism: Third Series (1934), York Beach, Maine: Samuel Weiser, Inc. 1953. Edited by Christmas Humphreys. In italiano:Saggi sul Buddhismo Zen  vol.3. Roma, Mediterranee, 1978.
- An Introduction to Zen Buddhism, Kyoto: Eastern Buddhist Soc. 1934. In italiano: Introduzione al buddhismo zen. Roma, Ubaldini, 1970.
- The Training of the Zen Buddhist Monk, Kyoto: Eastern Buddhist Soc. 1934. New York: University Books, 1959. In italiano: La formazione del monaco buddista zen. Firenze, Libreria Editrice Fiorentina, 1983.
- Manual of Zen Buddhism Archiviato il 21 luglio 2011 in Internet Archive., Kyoto: Eastern Buddhist Soc. 1934. London: Rider & Company, 1950, 1956. In italiano: Manuale del Buddhismo Zen. Roma, Ubaldini, 1976.
- The Zen Doctrine of No-Mind,London: Rider & Company, 1949. York Beach, Maine. In italiano: La dottrina zen del vuoto mentale. Roma, Ubaldini, 1968.
- Living by Zen. London: Rider & Company, 1949. In italiano: Vivere zen. Roma, Mediterranee, 1996.
- Mysticism: Christian and Buddhist: The Eastern and Western Way, Macmillan, 1957. In italiano: Misticismo cristiano e buddhista. Roma, Ubaldini, 1973.
- Zen and Japanese Culture, New York: Pantheon Books, 1959.
- Zen Buddhism and Psychoanalysis, Erich Fromm, D. T. Suzuki, e Richard De Martino. In italiano: Psicoanalisi e buddhismo zen. Roma, Ubaldini, 1968.